# 大沼健太郎
大沼健太郎（おおぬま けんたろう、1995年1月1日 -)は、日本の子役。かつて劇団ひまわりに所属していた。

## おもな出演作品

### ドラマ
- TBS日曜劇場「末っ子長男姉三人」（2005年）

### 舞台
- 梅田コマ劇場「ミュージカル・王様と私」（2005年）
- 新宿コマ劇場「遠山金四郎」（2005年）

### 映画
- MAZE マゼ〜南風〜（2005年〜2006年、堂本裕太役）- 500名の応募の中から、オーディションで堂本裕太役に選ばれた。